# Високовка Перша
Високо́вка Перша (рос. Высоковка Первая, чув. Пĕрремĕш Высоковка) — село у складі Канаського району Чувашії, Росія. Входить до складу Середньокібецького сільського поселення.
Населення — 19 осіб (2010; 28 у 2002).
Національний склад:
- чуваші — 61 %
- росіяни — 39 %